# Solenanthus
Solenanthus Ledeb.  è un genere di piante della famiglia delle Boraginacee.

## Descrizione
Comprende piante biennali o perenni, queste ultime scarsamnente vitali, pelose e più o meno ruvide, con foglie alternate e intere.

I fiori, pentameri, sono portati in cime dense tendenti a formare una pannocchia, senza brattee.

Il calice è diviso fino alla base in cinque lobi lineari, lanceolati o oblunghi, poco ampi, in genere accrescente nel frutto.

La corolla tubulosa, raramente campanulata o infundibuliforme, è inclusa nel calice o lo supera di poco; appendici oblunghe sono inserite al di sotto della metà del tubo corollino; il lembo è blu o rosso porpora; i cinque lobi sono verticali o più o meno distesi.

Gli stami, eserti o uguaglianti la lunghezza della corolla, sono inseriti sopra le appendici di questa; le antere, da oblunghe a largamente ellittiche, hanno apici ottusi.

Lo stilo, solitamente sporgente, ha uno stimma minuto.

Le nucule, compresse dorsoventralmente, ovate o suborbicolari, piatte o leggermente concave, sono provviste di glochidi e a volte presentano i margini alati.

## Distribuzione e habitat
Il genere comprende specie sparse in modo non uniforme nel sud dell'Europa (Spagna, Italia centro-meridionale, Albania, Grecia), nel Nord Africa (Marocco, Algeria, Tunisia) e nell'area centro-occidentale dell'Asia. In Italia è presente una sola specie, Solenanthus apenninus, diffusa nell'Italia centro-meridionale e in Sicilia.
Crescono in boschi e pascoli di ambienti montani, alcune anche su roccia.

## Tassonomia
Il genere comprende le seguenti specie:
- Solenanthus abayi Yıld. & G.Tuttu
- Solenanthus albanicus (Degen & Bald.) Degen & Bald.
- Solenanthus albiflorus Czukav. & Meling
- Solenanthus apenninus (L.) Fisch. & C.A.Mey.
- Solenanthus atlanticus  Pit.
- Solenanthus bakhtiaricus Khat.
- Solenanthus brachystemon Fisch. & C.A.Mey.
- Solenanthus circinnatus Ledeb.
- Solenanthus dubius Fisch. & C.A.Mey.
- Solenanthus eriocalycinus Boiss. & Buhse
- Solenanthus formosus R.R.Mill
- Solenanthus hirsutus  Regel
- Solenanthus hupehensis R.R.Mill
- Solenanthus karateginus Lipsky
- Solenanthus kokanicus Regel
- Solenanthus lanatus (L.) DC.
- Solenanthus micranthus Riedl
- Solenanthus minimus Brand
- Solenanthus pindicus Aldén
- Solenanthus plantaginifolius Lipsky
- Solenanthus reverchonii Degen
- Solenanthus scardicus Bornm.
- Solenanthus stamineus (Desf.) Wettst.
- Solenanthus strictissimus Brand
- Solenanthus tubiflorus Murb.
- Solenanthus turkestanicus (Regel & Smirn.) Kusn.
- Solenanthus watieri Batt. & Maire